# Ульвошпінель
Ульвошпінель — мінерал, оксид заліза та титану координаційної будови. Крайній член ряду магнетиту групи шпінелей. За назвою родовища Норра-Ульве (Швеція), E.Mogensen, 1943. Синоніми: шпінель титанова, ульвіт.

## Опис
Хімічна формула: Fe22+Ti4+O4. Містить (%): FeO — 64,27; TiO2 — 35,73. Сингонія кубічна. Утворює краплеподібні виділення у структурах розпаду. Густина 4,34-4,86. Тв. 6. У відбитому світлі темніше магнетиту. Немагнітна.

## Поширення
Розповсюджена у магматичних породах основного складу та їх метаморфічних еквівалентах (зокрема, у Ґренландії) та в місячних породах. Виявлена в магнетиті під мікроскопом у вигляді продукту розпаду твердого розчину. Відома в титаномагнетитах Швеції, в магнетитових габро Свердловської та Челябінської обл. Росії, у титаномагнетитах Гірської Шорії, Сх. Саян та Кольського п-ова. Інші знахідки: Лак-де-ла-Блаш (пров. Квебек, Канада), Магнет-Гейгтс (пров. Трансвааль, ПАР), поблизу Касселя (Гессен, ФРН), комплекс Скергард, Ґренландія. Присутня у місячних породах.